# E Pluribus Funk

E Pluribus Funk — п'ятий студійний альбом американського рок-гурту Grand Funk Railroad. Альбом вийшов у листопаді 1971 року Capitol Records. Як і попередні альбоми Grand Funk Railroad, він був записаний у Cleveland Recording Company менш ніж за тиждень і став останнім у співпраці гурту з продюсером Террі Найтом.
Назва латиною E pluribus unum є відтворенням девізу уряду США. Дизайнер Ерні Чефалу створив оригінальну обкладинку, круглу та сріблясту, яка нагадувала велику монету. На зворотному боці обкладинки було зображено Shea Stadium, як символ того, що Grand Funk Railroad побив рекорд відвідуваності цієї арени. Квитки на концерт гурту були розкуплені його всього за 72 години. Перед тим рекорд на «Шей Стадіум» належав The Beatles.
До виходу E Pluribus Funk гурт Grand Funk Railroad випускав платинові альбоми з неймовірною продуктивністю. Їхній четвертий альбом Survival з'явився лише сім місяців до того, і йому знадобилося всього два тижні, щоб стати золотим, а згодом і платиновим. Обидві попередні платівки були платиновими, і альбом E Pluribus Funk не збирався знецінювати магію популярності гурту з Мічігану.
Тож, коли E Pluribus Funk вийшов у світ, йому знадобилося тільки два тижні, щоб стати золотим. Він зразу дебютував у чарті Billboard 200 в розділі «Action Records» на сороковій позиції, розділивши її з Killer — альбомом Еліса Купера. Вже через тиждень платівка досягла десятого місця, а згодом посіла найвищу для себе п'яту позицію чарту. Коли Billboard рецензував сингл «Footstompin' Music» з альбому E Pluribus Funk, він 18 грудня 1971 року відмітив цей трек як «впевнено дискотечного переможця для музичних автоматів».
Гурт Grand Funk Railroad відзначив випуск альбому своїм другим туром по Європі, який розпочався на початку грудня в Копенгагені. Десятиденний маршрут включав живе рок-шоу, що відбулося в Palais des sports у Ліоні. У 1991 році E Pluribus Funk отримав платиновий сертифікат RIAA.

## Список композицій
Назва і обкладинка альбому відображали атмосферу соціальних та політичних потрясінь в Америці кінця 1960-х і початку 1970-х років. Попри те, що гурт не був явно політизованим, їхня музика та візуальні образи альбому E Pluribus Funk відповідали прагненню до єдності та сили в розмаїтті, що стало актуальним у контексті соціальної напруги.
Всі пісні написані Марком Фарнером. Однією з кращих стала «Footstompin’ Music» — драйвовий трек з потужним ритмом та неймовірною енергією. Це чи не єдина композиція з альбому E Pluribus Funk, яка постійно виконувалась на концертних виступах Grand Funk Railroad і увійшла до пізніших збірок гурту. Крім неї одного разу такої честі удостоїлась хіба що «Loneliness» (див. «Bosnia»), пісня значно менш популярна.
| Перша сторона | Перша сторона                | Перша сторона |
| #             | Назва                        | Тривалість    |
| ------------- | ---------------------------- | ------------- |
| 1.            | «Footstompin' Music»         | 3:48          |
| 2.            | «People, Let's Stop the War» | 5:12          |
| 3.            | «Upsetter»                   | 4:27          |
| 4.            | «I Come Tumblin'»            | 5:38          |

| Друга сторона | Друга сторона   | Друга сторона |
| #             | Назва           | Тривалість    |
| ------------- | --------------- | ------------- |
| 1.            | «Save the Land» | 4:14          |
| 2.            | «No Lies»       | 3:57          |
| 3.            | «Loneliness»    | 8:38          |

Половина композицій E Pluribus Funk витримана у класичному для Grand Funk Railroad бугі-роковому стилі, що на момент виходу альбому вже починав втрачати популярність. Ці треки мають ритмічний, танцювальний характер із акцентом на басові партії та барабани, що створює характерний бугі-грув.

## Склад
- Марк Фарнер — гітара, клавішні, губна гармоніка, вокал
- Мел Шахер — бас-гітара
- Дон Брюер — ударні, вокал
- Том Бейкер (Thomas Alan Baker) — аранжування, диригент оркестру в композиції «Loneliness»

Як і раніше, більшість вокальних партій виконував Марк Фарнер, за винятком «Save the Land» — екологічного месиджа гурту. В ньому лід-вокал Дона Брюера підсилює почуття тривоги та рішучості. У сповненій пацифізму композиції «People, Let's Stop the War» головні вокальні партії Фарнера та Брюера чергуються.
Аранжування оркестрової партії «Loneliness» виконав Том Бейкер, музикант з Клівленда, штат Огайо, який разом з тим виконував і функції диригента. Він співпрацював з гуртом і раніше, зокрема при роботі над хітом «I'm Your Captain» з альбому Closer To Home.

## Виробництво
- Terry Knight — продюсер альбому, A Good Knight Production
- Том Бейкер (Thomas Alan Baker) — музичний директор A Good Knight Production
- Kenneth Hamann — провідний інженер звукозапису, Cleveland Recording
- Ерні Чефалу[en] (Ernie Cefalu) — дизайн обкладинки альбому
- Крейг Браун[en] (Craig Braun) — дизайнер, CraigBraun Inc.

Під час запису альбому E Pluribus Funk гурт вирішив замінити Террі Найта на посаді менеджера. На його місце найняли спочатку Енді Кавальєре (Andy Cavaliere), а пізніше Джона Істмена, батька Лінди Маккартні, відомого у сфері музичного бізнесу юриста, який також допомагав своєму зятю Полу Маккартні піти з Beatles.
Дон Брюер звернувся до Джона Істмена, коли Енді Кавальєре помер від серцевого нападу. Це сталося ще до запису другого живого альбому Live: The 1971 Tour, який був випущений лише у 2002 році.
Террі  Найт був шокований, коли дізнався, що гурт звільнив його з посади менеджера та відмовився від участі в концертах на Madison Square Garden. Наступні кілька років були витрачені на судові позови щодо прав на бренд Grand Funk Railroad і гонорарів за пісні. Зрештою гурт зміг зберегти свою назву, але був змушений виплатити Найту величезну компенсацію.

## В інших медіа
Про альбом згадує австралійський музичний журналіст і засновник музичного лейблу Стюарт Коуп в збірці спогадів Shake Some Action: My Life in Music (and other stuff) про своє музичне минуле:
Мені також подобалися сини Емберга — вони були справжніми прихильниками Grand Funk Railroad (особливо E Pluribus Funk і концертного подвійного альбому).

Згадка про альбом E Pluribus Funk з'являється в романі досить відомого американського прозаїка Еріка Пухнера «Зразковий дім»:
— Що, в біса, ти робиш? — запитала Сьюзі.
— Буквально чи метафорично? — Він оглядав кімнату, ніби здивований, що там нікого не знайшов. — Я буквально знищую всі свої записи.
— Що ти робиш метафорично?
— Взуваю лижні черевики.
— «Grand Funk Railroad», — сказав Брекфест, дивлячись на це з кухні. — «E Pluribus Funk»… Це був мій улюблений альбом у п’ятому класі.
«Вони американська група», — подумав Дастін, дивлячись на розбиті платівки на підлозі. Він хотів сказати це вголос, але в його мозок увірвалася музика з Pluribus Funk, яка сплутала всі думки. Його горло пересохло, і йому ставало зле.
— Вони були американською групою, — сказав він цього разу вголос.

— Ти вже казав це!

## Чарти
Альбом
| Рік  | Чарт          | Позиція |
| ---- | ------------- | ------- |
| 1971 | Billboard 200 | 5       |
| 1971 | Australia     | 11      |
| 1971 | Канада        | 10      |

Сингли
| Рік  | Сингл                | Чарт              | Позиція |
| ---- | -------------------- | ----------------- | ------- |
| 1971 | "Footstompin' Music" | Billboard Hot 100 | 29      |
| 1971 | "Footstompin' Music" | Канада            | 43      |
| 1971 | "Footstompin' Music" | Australia         | 83      |
| 1971 | "Upsetter"           | Billboard Hot 100 | 73      |
| 1971 | "Upsetter"           | Канада            | 89      |